# 嘉義市正德護生慈善會
社團法人嘉義市正德護生慈善會是台灣嘉義市的一個動物保護與慈善團體，2002年由吳清林成立。主要進行流浪狗保護及救助社會貧困等護生、慈善工作。該組織常從公家機關的流浪動物收容所裡救下將要被安樂死的流浪犬隻。

## 動物保護
正德護生慈善會在嘉義縣大林鎮設立了正德護生園區，占地將近4千坪，用於收容救下的流浪狗，截至2014年該園區已收容了1200隻狗。2009年護生園區狗舍得到擴建，第2園區正式啟用，其中包含了高度感染隔離區、醫療室、待產哺乳室、安息室等設施。
正德護生慈善會亦會定期於嘉義公園舉辦活動，挑選一些狗開放給民眾免費認養。
2018年正德護生慈善會接手收養嘉義縣朴子市愛狗人士「侯媽媽」的50多隻流浪狗。

## 外部連結
- 官方網站
- 嘉義市正德護生慈善會 （页面存档备份，存于）的Facebook專頁